# Сиретская операция
Сиретская операция (нем. Schlacht bei Rimnicul-Sarat) — наступление в декабре 1916 года войск Центральных держав на румынском театре военных действий во время Первой мировой войны, приведшее к поражению русско-румынских войск и отступлению их за реку Сирет. 

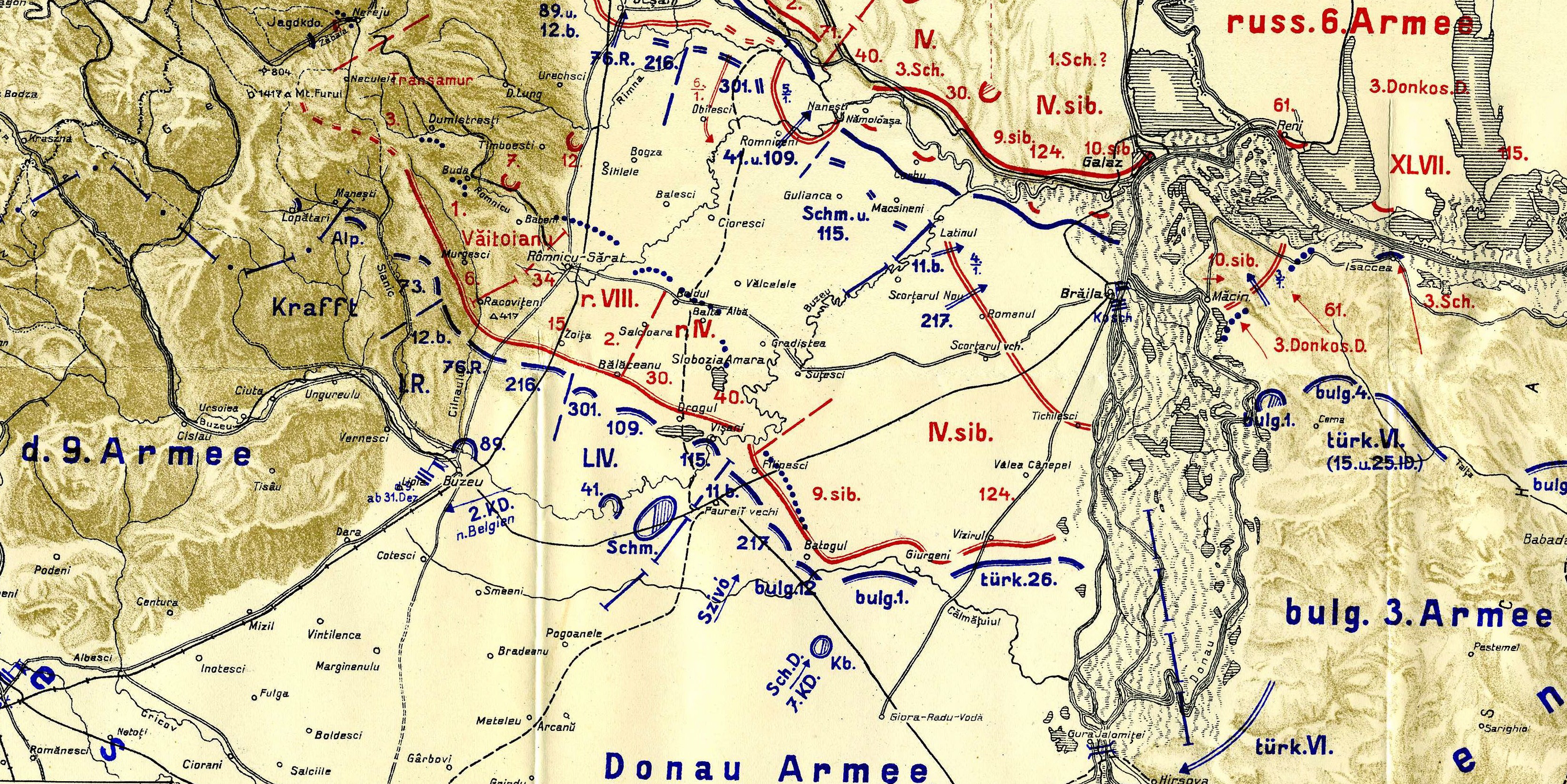
Карта операции

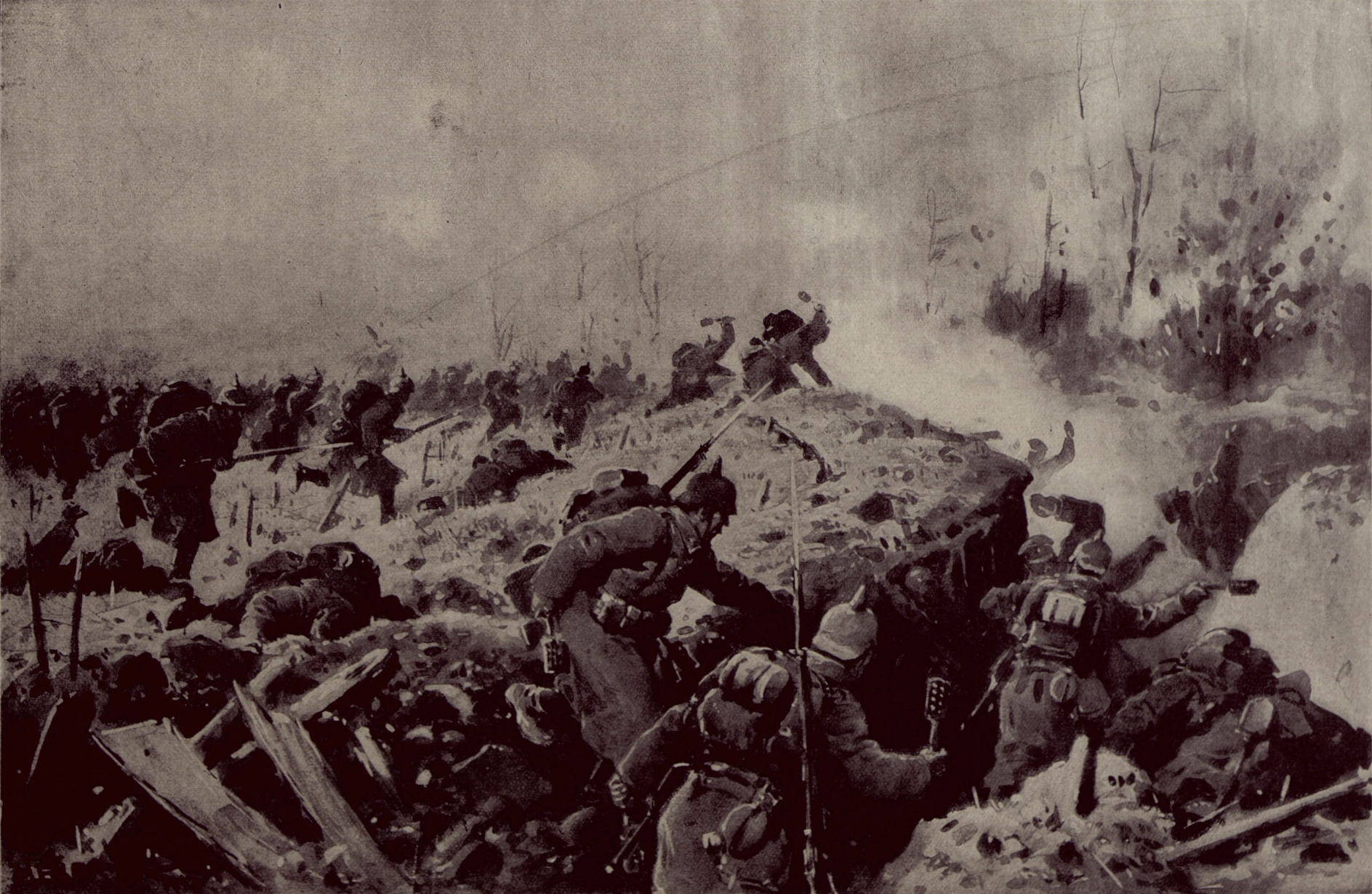
Эпизод боя 27 декабря у Рымнику-Сэрата

## План наступления
После взятия Бухареста основной задачей войск Центральных держав стал выход на линию Сирет — устье Дуная. Левофланговая австрийская группировка должна была наступать на Тротуш, группа А. фон Макензена — в направлении Бузэу, Фокшаны; 3-я болгарская армия генерала С. Нересова должна была продвигаться по правому берегу Дуная.

## Первый этап операции
7 декабря немцы перешли реку Яломица в верховьях и проникли в верховья реки Бузэу. 9 декабря войска 9-й германской армии начали оттеснять румынские войска от Яломицы. Отход румынских войск обеспечивали дивизии русского 4-го корпуса, каждый день вступавшие в бой с наступавшими частями противника. Вдоль левого берега Дуная отходили российский 6-й кавалерийский корпус и 124-я пехотная дивизия. На помощь стали прибывать части 8-го армейского корпуса и 3-го кавкорпуса. 
К 12 декабря румынские части 2-й армии отошли к предместьям Бузэу, а севернее этого города перешли на восточный берег реки. Оборону в районе Липиа (немного западнее Бузэу) заняла русская 15-я дивизия. 13 декабря после ожесточённого боя немцы силами трёх дивизий взяли Бузэу. После захвата города преследование со стороны группы Макензена прекратилось на рубеже рек Бузэу и Кэлмэтуиуль, так германские войска были измотаны боями и нуждались в отдыхе, а также в восстановлении работы тыла. 
Русско-румынские войска получили время на перегруппировку. Все боеспособные румынские части были сведены во 2-ю румынскую армию, которая заняла позиции к западу и северо-западу от Рымнику-Сэрат. Между Рымнику-Сэратом и Дунаем заняли позиции российские 8-й, 4-й и 4-й Сибирский корпуса, входившие в состав 4-й армии и 6-й армий (всего 6 дивизий в боевой линии), одна дивизия располагалась в ближнем резерве у Рымнику, одна дивизия находилась в резерве 2-й румынской армии вместе с 3-м кавалерийским корпусом, еще три дивизии (7-й и 30-й корпуса) ещё перевозились в Румынию. Вместе 6-я, 4-я и 2-я румынская армии составили Румынский Фронт, которым формально руководил король Румынии Фердинанд I, реально – генерал В. В. Сахаров.

## Второй этап операции
22 декабря начался второй этап операции. На левом фланге австрийская кавалерия через горы вышла к Нерею, а 218-я пехотная дивизия заняла долину реки Путна, создав угрозу Фокшанам. В горы сдерживать противника была срочно направлена 12-я русская кавдивизия. В центре две дивизии 1-го резервного корпуса 24 декабря прорвали позиции правого крыла 8-го русского корпуса вблизи Раковицени. 
25 декабря в наступление перешла германская Дунайская армия. Ей в первый же день силами баварской 11-й пехотной дивизии удалось прорвать фронт 4-го Сибирского корпуса в районе Филипешти и заставить его отойти на вторую линию обороны. Одновременно правый фланг Дунайской армии начал обход позиции 4-го Сибирского корпуса с юга. 
27 декабря 76-я резервная дивизия смогла прорваться к Рымнику-Сэрат, слева от нее баварские 12-я и 89-я пехотные дивизии продвинулись дальше на север от города, а южнее нее была выдвинута вперед 216-я пехотная дивизия. Группа Кюне теперь смогла прорвать позиции русского 4-го корпуса и продвинуться на северо-восток вдоль дороги Гредиштя — Рымнику-Сэрат. Из-за этого оказался охваченным правый фланг 4-го Сибирского корпуса, и он начал поспешно отходить в направлении Браилова, преследуемый двумя болгарскими и одной турецкой дивизией. 28 декабря немецкие войска вышли на линию Рымнику-Сэрат — Димитриешти. 
В Добрудже русские войска под давлением 3-й болгарской армии без боя стали отходить к Дунаю, чтобы использовать резервы для обороны на левом берегу реки. 24 декабря болгары достигли устья и правобережного предмостного укрепления у Браилова.
31 декабря русско-румынские войска начали отход с рубежа речки Рымна за реку Сирет. На западном берегу Сирета сохранялся большой плацдарм у Браилова, небольшой плацдарм у Нанешти и большой плацдарм у Фокшан. В свою очередь Макензен решил, что нанесение одновременных ударов на Фокшаны и Браилов слишком растягивает и ослабляет его фронт, поэтому приказал вначале взять Браилов. 

## Третий этап операции
3 января 1917 года на правом берегу Дуная был захвачен Мачин, что угрожало обходом Браилова с востока и с севера. 4 января двумя германскими дивизиями был прорван фронт 9-й Сибирской дивизии юго-западнее Браилова и вдоль реки Бузэу, и утром 5 января немецкие и болгарские войска вступили в город, ещё ночью оставленный русскими войсками. В центре наступления 5 января две дивизии 54-го армейского корпуса 9-й германской армии прорвали фронт 4-го корпуса в районе Нанешти и, несмотря на контрудар 8-го русского корпуса на свой левый фланг, заставили 4-го корпус оставить плацдарм. 
6 января начался штурм Фокшан силами шести дивизий. В течение первого дня боя немцы продвигались медленно, лишь местами достигнув второй линии обороны. Но 7 января в сражении произошел перелом. Правый фланг румынских войск побежал, немцы за день продвинулись на 10 – 15 километров до реки Путна и обошли Фокшаны с севера. Хотя русский 7-й корпус и смог сдержать атаки противника на сам город, ему пришлось отойти. 8 января город был занят германским 1-м резервным корпусом. 

## Результаты
По мнению Э. Людендорфа, начальника генштаба германской армии, хотя на румынском театре военных действий была одержана победа, но Центральные державы должны были оставить там силы, которые до вступления румын в войну применяли на восточном и западном фронтах и в Македонии. Невыгоден был итог операций в Румынии и для России. Ставка вынуждена была направить на румынский фронт 35 пехотных и 11 кавалерийских дивизий и удлинить боевой фронт своих армий на 500 км. 